# رشاد شفشق
رشاد شفشق (انگلیسی: Rashad Shafshak؛ زادهٔ ۲۶ نوامبر ۱۹۱۰) بازیکن بسکتبال اهل مصر بود.